# Йеуда бен Барзилай
Йеуда бен Барзилай из Барселоны (Албарджелони) (также встречаются транскрипции Иегуда бен Барзилай Албарджелони и Иехуда бен Барзиллай ал-Барджелони) (ивр. יהודה בן ברזילי הברצלוני‎) — каталонский талмудист и философ конца XI — начала XII века. Считается выдающимся галахистом и ведущим еврейским деятелем Барселоны своего времени. Был одним из первых авторов, писавших философские сочинения на средневековом иврите. По мнению Давида Ноймарка и ряда других историков религии, комментарий Йеуды бен Барзилая на книгу «Сефер йецира» является наиболее ранним дошедшим до нас произведением в области средневековой каббалы.

## Биография
Йеуда бен Барзилай происходил из очень знатной семьи, которая, возможно, вела свою родословную от одного из экзилархов, из-за чего его нередко называли «ха-Наси» («князь») — почётным титулом, который позже носили также и его потомки в Барселоне.
Достоверно неизвестно, кем были учителя Йеуды бен Барзилая. Выдающимся еврейским учёным предыдущего поколения родом из Барселоны был Исаак бен Реувен и, согласно ряду мнений, именно он был учителем Йеуды, но доказательств этого не найдено. Более того, Исаак бен Реувен покинул Барселону достаточно рано и поэтому сомнительно, что он мог успеть обучать Йеуду. Также не вполне понятно, кого из законоучителей последующего поколения следует считать его учениками, но из ряда источников следует, что одним из них был Авраам бен Исаак из Нарбонны. Достоверно известно, что Авраам бен Исаак лично знал Йеуду бен Барзилая и советовался с ним в трудных случаях.
Современником бен Барзилая был выдающийся учёный и философ Авраам бар-Хия. Сохранилось покаянное письмо, написанное бар-Хией и адресованное бен Барзилаю, в котором бар-Хия упоминает галахический спор касательно границ применения астрологических вычислений к планированию действий человека. Из письма можно понять, что Авраам бар-Хия пытался отложить свадьбу одного из своих учеников, поскольку звёзды показывали неблагоприятные предзнаменования, тогда как неназванный оппонент считал такой подход противоречащим закону, поскольку в Торе существует заповедь, запрещающая гадание: запрет, который этот оппонент распространял и на астрологию. Из письма не следует, что оппонентом бар-Хии был сам Йеуда бен Барзилай, который и сам хорошо разбирался в астрологии, и, возможно, он был адресатом письма, поскольку, с одной стороны, он был выдающимся законодателем Барселоны и, с другой стороны, мог понять доводы Авраама бар-Хии. При сравнении трудов обоих учёных можно обнаружить в них почти дословно повторяющиеся пассажи, хотя выяснить, кто из них заимствовал у кого, на данный момент не представляется возможным. Анализ комментариев бен Барзилая на Сефер йецира позволяет предположить, что он хорошо разбирался в разных областях наук, таких как астрономия, биология, анатомия и психология.
По мнению Иом-Това Цунца, бен Барзилай находился в дружеских отношениях с известным переводчиком с арабского XII века Самуилом ибн Джамом. Халберштам, упоминая об этом, писал, что, кроме рукописи Цунца, он не нашёл никаких источников для этого утверждения.

### Семья
Достоверно о семье Йеуды известно лишь имя его отца, Барзилая, которое он сам упомянул в конце одного из своих трудов. Тем не менее, были сделаны попытки косвенным образом связать с ним других родственников. Так, например, была обнаружена купчая от 4911 года от сотворения мира (по традиционному еврейскому исчислению), то есть от 1150 года н. э., подписанная неким Йосефом бен Барзилаем, что дало основания предполагать, что речь идёт о брате Йеуды. В другом обнаруженном документе Йеуда ибн Тиббон ссылается на «мудреца рава Ицхака сына рава Йеуды барселонца», что дало возможность предположить, что речь идёт о сыне бен Барзилая. От Йеуды бен Барзилая вела свою родословную известная в Барселоне между XIII и XVI веками семья Грациан.

### Албарджелони
В известных нам трудах Йеуды бен Барзилая он сам ни разу не упоминает место своего проживания. Тем не менее, предполагается, что он прожил всю свою жизнь в Барселоне, поскольку в трудах его последователей за ним закрепилось прозвище «Албарджелони», то есть «Барселонец». Цунц предполагал, что бен Барзилай какое-то время находился в Марселе, но Халберштам, рассматривая возможные источники для этого предположения, не нашёл их убедительными. Имя бен Барзилая в нескольких источниках упоминается в том же ряду, что и имена раввинов Прованса (его современников и учеников), но сам он, по всей видимости, никогда не был в Провансе. Установленная близость между учёными Барселоны и Прованса (например, между раввинами Нарбонны и Лунеля) в начале XII века является, скорее, следствием благоприятных геополитических обстоятельств — распространением на Прованс власти графа Барселоны Рамона Беренгера III.

## Литературное наследие

### Кодификация галахи
Кодификация галахи, то есть составление сборников практических еврейских законов на основе Талмуда (в противовес респонсам гаонов предыдущих поколений, которые представляли собой развёрнутые ответы на конкретные галахические вопросы) началась незадолго до Йеуды бен Барзилая. Первым известным нам кодификатором составившим подобный сборник был старший современник бен Барзилая, Ицхак Альфаси. Йеуда бен Барзилай, предположительно, видел себя продолжателем дела Альфаси. Он был знаком с его кодексом и не раз цитировал его в своей книге «Сефер ха-Иттим», упоминая его просто под именем р. Ицхак (в разделах, написанных после смерти Альфаси в 1103 году, бен Барзилай писал: «р. Ицхак, благословенна его память», что позволило уточнить датировку написания различных разделов книги).
Йеуда бен Барзилай был одним из наиболее значительных кодификаторов еврейского закона Средневековья. За исключением нескольких фрагментов, его галахические сочинения утеряны. Однако на них часто ссылаются как на авторитетные Авраам бен Исаак из Нарбонны, Исаак бен Абба Мари (для обоих он просто «а-Рав» (учитель) или «а-Рав а-Мехаббер» (учитель-автор), Авраам бен Давид и Зарахия бен Исаак ха-Леви.
Работы Маймонида и Яакова бен Ашера, опубликованные столетием позже, привели к тому, что кодекс бен Барзилая потерял своё значение, хотя отдельные учёные им пользовались вплоть до XVI века. Из цитат, встречающихся в трудах более чем сорока авторов, видно, что он систематизировал весь еврейский закон — как ритуальную его часть, так и гражданскую. Его книга «Сефер ха-Иттим» («Книга о праздничных временах», между 1090 и 1105 годами), фрагменты которой дошли до наших дней, цитируется у более поздних авторов под этим названием. Сохранившиеся фрагменты содержат правила о Шаббате, но первоначально в книгу вошли не только они, правила о праздниках и новомесячье, но и почти весь материал, рассмотренный в первой части кодекса Арбаа Турим, и, возможно, даже больше. Часть материала «Сефер ха-Иттим» была приведена в книге «Зехер Натан» Коронеля. Часть кодекса, посвященная законам о браке и родственным темам, некоторые называют «Седер Нашим», другие — «Йихус Шеэр Басар». Гражданский закон содержался в «Сефер ха-Диним» (так читал Хальберштам вместо «Сефер ха-Дайяним»), которая была разделена на пять «ворот», о масштабах которых можно судить по той части, которая была опубликована как «Сефер ха-Шетарот»: она занимает 138 страниц и рассматривает различные формы договоров в соответствии с еврейским законом. Комментируя вопрос о допустимости жертвоприношений Богу со стороны неевреев, Йеуда бен Барзилай приводит в пример Хазарию и первым в еврейской литературе упоминает о переписке хазарского правителя Иосифа бен Аарона (которого он называет когеном) с Хасдаем ибн Шапрутом.

### Философия

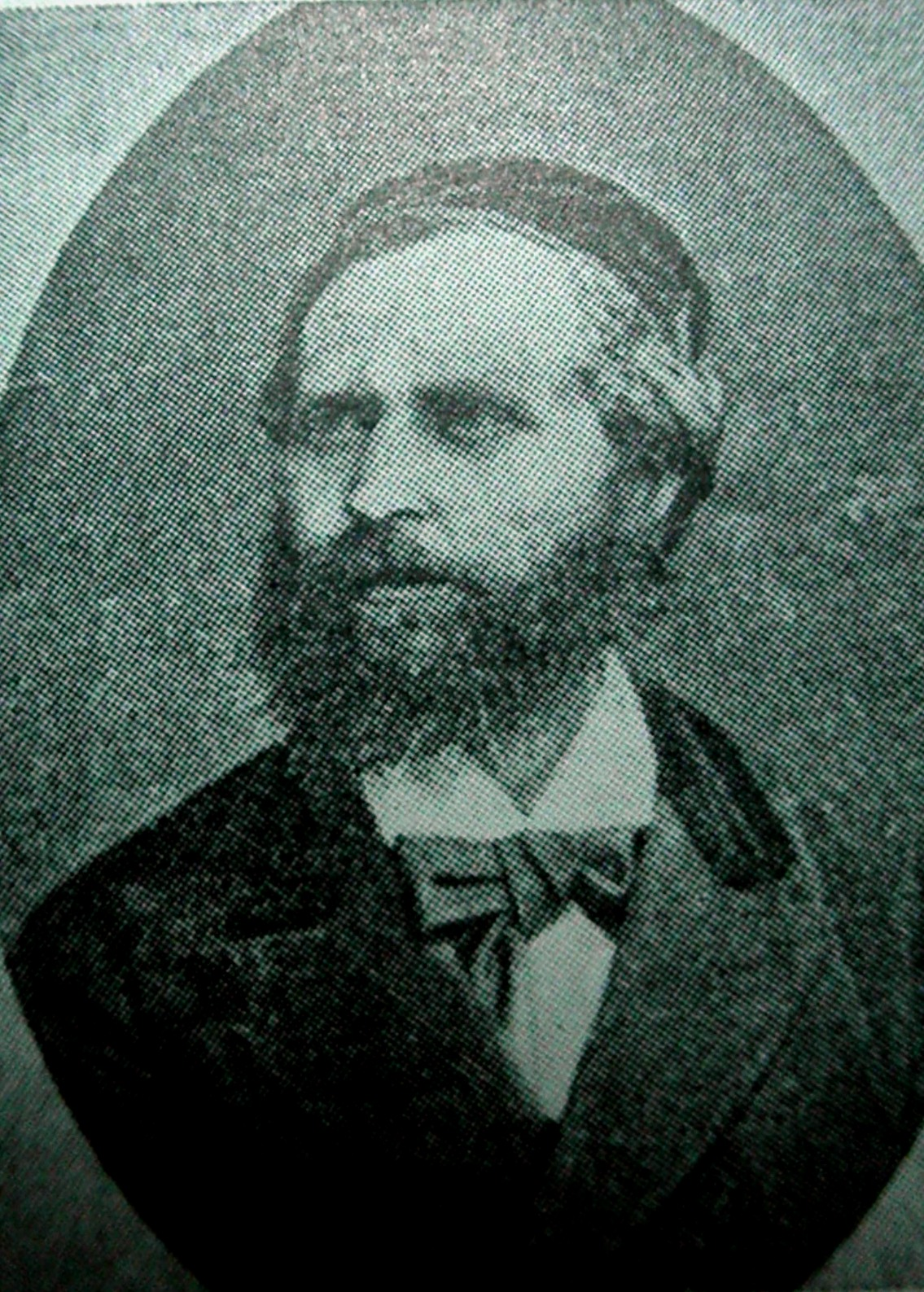
Шломо Залман Хаим Халберштам

Помимо галахических трудов, Йеуда бен Барзилай написал подробный комментарий к «Сефер йецира» («Книге творения»; этот комментарий был впервые опубликован Халберштамом в 1885 году на основе единственной сохранившейся рукописи). Вероятно, это его последнее произведение, которое, предположительно, было написано между 1130 и 1140 годами. Данное предположение основано на том, что бен Барзилай писал в этом комментарии, что избавление еврейского народа начнётся в начале пятидесятого века от сотворения мира (который начался в 1141 году н. э.). Как и большинство комментариев к «Сефер йецира», этот комментарий мало помогает пониманию текста этого произведения, а, скорее, служит отправной точкой, на которой основывается учение самого бен Барзилая, чьи частично мистические, частично философские теологические рассуждения находят в нём место.
При написании этого труда бен Барзилай опирался на огромный корпус опубликованной еврейской литературы. Халберштам в своём введении к этому комментарию составил перечень отсылок на другие книги и обнаружил, что автор демонстрирует хорошее знакомство с талмудической и мидрашитской литературой и приводит выдержки из произведений гаонов, в том числе те, которые неизвестны нам из других источников. Йеуда бен Барзилай был знаком с философскими трудами Саадии Гаона и Самуила бен Хофни, но не обнаруживает в своих сочинениях знакомство с произведениями Шломо ибн Габироля и Бахии ибн Пакуды. Полученный результат Йосеф Дан охарактеризовал как «первый большой компендиум эзотерического знания, составленный в Средние века» и как «обширную антологию разнообразных древних источников».
Бен Барзилай был одним из первых, кто произвёл синтез между «Сефер йецира» и ранней мистической еврейской литературой Хейхалот . В его учении важную роль играет тема связи между небесным и земным (разрушенным) святилищем, — именно эта связь была краеугольным камнем Хейхалот. Зачатки разработанного позднее в каббале учения о «зиввуге» (ивр. זיווג‎) — сочетании разных аспектов божественного, можно обнаружить уже в комментарии бен-Барзилая, который в своём учении о небесном святилище отталкивается от стиха из Песни Песней, который он трактует как обращение Всевышнего к народу Израиля. В введении к своему комментарию Йеуда бен Барзилай решительно выступает против обвинения, выдвигаемого караимами в том, что раввины отдают предпочтение антропоморфизмам.
Этот комментарий послужил основанием для того, что часть исследователей считают Йеуду бен Барзилая первым средневековым каббалистом, а некоторые, как, например, Давид Ноймарк, считали, что он мог быть тем, кто ввёл в еврейский лексикон сам термин «каббала». Авишай Бар-Ашер также считает, что истоки средневековой каббалы следует искать в трудах Йеуды бен Барзилая (как и в трудах Авраама бар-Хии). Основным оппонентом этой теории был Шолем, который писал, что не нашёл в комментарии Йеуды бен Барзилая на «Сефер йецира» намёков на основные постулаты средневековой каббалы. Подобно другим авторам каббалистической литературы, сам бен Барзилай считал, что он лишь описывает древнюю «мудрость, полученную от святого духа» (ивр. חכמה מקובלת מרוח הקודש‎), а не вводит в своём комментарии нечто новое. Вместе с тем, бен Барзизай не относился к «Сефер йецира» как к сакральному тексту и не придавал большого значения псевдоэпиграфическому авторству Авраама. Более вероятно, что он видел в нём произведение анонимного древнего автора, которое хотя и обладает большим авторитетом, но тем не менее может рассматриваться критически. Рассматривая возможность полного соответствия традиции переданной в «Сефер йецира» библейской (а затем талмудической) традиции, он оставляет часть возникающих противоречий неразрешёнными заключая их обсуждение формулой «требует углублённого рассмотрения» (ивр. צריך עיון‎), что означает, что удовлетворительного решения он не нашёл.
Бар-Ашер исследуя версию «Сефер йецира», которую комментировал бен Барзилай пришёл к выводу, что это была так называемая «краткая» версия этой книги, которая к XII веку получила широкое распространение и практически вытеснила версию инкорпорированную в комментарий Саадии Гаона. По словам самого бен Барзилая, он был знаком с версией Саадии, но считал её, «странной, вывернутой с ног на голову, без разделения на главы».
Значительный объём философского труда бен Барзилая, примерно треть его, занимает обширное введение, которое по большей части никак не касается содержания «Сефер йецира», а посвящено вопросам раскрытия Всевышнего в мире, доказательствам несостоятельности мнений об антропоморфизме Всевышнего и другим вопросам. По мнению Дана, правомочно рассматривать это введение как самостоятельное философское произведение бен Барзилая в отрыве от собственно комментария на «Сефер йецира».

### Неизвестные произведения
Йеуде бен Барзилаю приписывают «Трактат об изготовлении свитков Торы», но доказательств его авторства пока не обнаружено. В своем комментарии к «Сефер йецира» Йеуда бен Барзилай упоминает ещё одно свое произведение, «Земаним», о котором больше ничего не известно. В произведениях Йеуды бен Барзилая есть указания на то, что он также написал комментарий к Танаху или, по крайней мере, что он планировал такую работу.

### Литературный стиль
Йеуда бен Барзилай был одним из первых еврейских учёных средневековья, который предпринял попытку написать философское произведение на иврите (до него еврейские произведения в области философии писались в основном на арабском языке), и поэтому он стоит в ряду создателей средневекового научного стиля. Для обозначения необходимых философских терминов он ввёл в иврит различные новообразования, часть из которых впоследствии была отвергнута и осталась только в его трудах. Так, например, для обозначения философской категории количества бен Барзилай использовал слово кмия (ивр. כמייה‎) (позже в этом значении в иврите укоренилось слово камут (ивр. כמות‎), а для обозначения категории места он ввёл термин аниут (ивр. אניות‎), также не сохранившийся, когда уже в следующем поколении Тиббониды начали систематически разрабатывать научную терминологию средневекового иврита. Оба термина приводятся бен Барзилаем при переводе с арабского на иврит девятой и десятой глав философского сочинения Давида аль-Муккамаца «Двадцать глав». Дан предполагал, что уход Йеуды бен Барзилая от литературного арабского к ивриту был продиктован его желанием более детально рассматривать положения еврейской талмудической и мидрашитской традиции, чем это было возможно при использовании арабского языка. Вместе с тем рассуждая о фонетике языка, бен Барзилай уделяет значительное внимание фонетике арабского языка, которая в его глазах дополняет фонетику современного ему иврита (согласно его рассуждению звуки иврита и арабского вместе составляют всю полноту звуков доступную человеческому голосовому аппарату).
Стиль изложения бен Барзилая отличается значительной сухостью, однако некоторые места его произведений, в особенности те, которые связаны с грядущим избавлением народа Израиля и возрождением его национальной идеи, проникнуты лирическим стилем.

## Философские воззрения
Философские взгляды Йеуды бен Барзилая в том виде в которым они проявляются в его комментарии на «Сефер йецира» во многом являлись развитием идей Саадии Гаона, опубликованных в двух философских трудах последнего: «Эмуно́т ве-део́т» («Верования и мнения» или «Вера и знание») и в его собственном комментарии на «Сефер йецира» (самым ранним из дошедших до нас комментариев на эту книгу).

### Раскрытие Всевышнего в сотворённом мире
Бен Барзилай придерживался однозначного мнения, сформулированном Саадией о том, что всё сущее, кроме Всевышнего является сотворённым и отвергал промежуточные стадии между божественным и сотворённым. Все описанные в Танахе эпизоды раскрытия Всевышнего пророкам, а также синайское откровение, он приписывал сотворённой сущности, "Славе Всевышнего", она же Шхина, ("присутствие Всевышнего"). Развивая эту идею учитывая различие в силе пророческого дара Моисея по сравнению с остальными пророками, бен Барзилай постулировал наличие различных уровней сотворённой Славы Всевышнего, что по мнению Йосефа Дана приближает его идеи к идеям средневековой каббалы, в которой постулировалась неоднородность божественного. Известную трудность для бен Барзилая представляло наличие некоего уровня Славы, недоступного для лицезрения даже самому Моисею. Эту трудность он предлагал разрешить отождествяя этот высший уровень Славы с первым светом сотворённым в первый день творения и недоступным для созецания кем бы-то ни было. Сам же Всевышний, в понимании бен Барзилая абсолютно непостижим и не имеет ничего похожего на форму или телесность, так как творение ни в чём не может быть уподоблено творцу, а значит наличие у творений формы исключает возможность наличия формы у творца. Даже размышления о возможности наличия у Всевышнего формы или телесности бен Барзилай приравнивает к идолопоклонству.

### Сотворение големов
В своём комментарии бен Барзилай касался вопроса является ли «Сефер йецира» ("Книга творения") теоретическим трудом описывающим сотворение мира Всевышним, или же речь идёт о практическом пособии по магии, позволяющем изучающим его творить новые творения — големов. Он сам однозначно принимал первый вариант и не допускал возможности, что речь в этой книге идёт о магии. В его понимании, творение является безусловной прерогативой Всевышнего, а сотворённое не может творить. Известную трудность в этом контексте представляли отрывки из мидрашей и талмуда из который можно было вывести возможность создания людей ("и души, которые они сделали в Харане" (Быт. 12:5) и животных ("и создался у них телёнок" (вавилонский Талмуд, трактат Санхедрин 65:2)). Бен Барзилай разрешал эту трудность разъясняя, что во всех подобных эпизодах новое творение было сотворено Всевышним как награда за усердие мудрецам и пророкам изучавших законы творения. Вместе с тем эти творения были неполноценными, то есть големами, в знак того, что они не относятся к первичному сотворению мира.

### Авторитетность эзотерической литературы в иудаизме
В контексте комментария на «Сефер йецира» Йеуда бен Барзилай касается вопроса о происхождении эзотерической литературы иудаизма и её авторитетности. В его понимании эзотерика относится к области устной Торы, и поэтому, хотя тайны творения были известны праотцам, начиная с Авраама, а позже были переданы Моисею в процессе синайского откровения, они не были записаны вплоть до эпохи гаонов, когда большая часть этих тайн была уже забыта, и записанными оказались лишь отдельные неполные и поэтому плохо понятные части. Данное предположение бен Барзилай строил на том, что в писании нет никаких следов специфической эзотерической терминологии, а в мидрашах и талмудах она упоминается крайне редко.
Вместе с тем отрывок "из древних рукописей" приведённый бен Барзилаем в конце своего комментария указывает на то, что сефер Йецира сравнима по значимости с Торой, что в ней заключены великие тайны, и что изучение её столь затруднено, что её не следует изучать в одиночку, а только лишь вдвоём.

## Основные труды
- «Сефер ха-Иттим», не позднее 1103. Издана в 1903 году.
- «Йихус Шеэр Басар», рукопись утеряна, время написания неизвестно.
- «Сефер ха-Диним», не позднее 1113. Частично издана в 1898 году.
- «Сефер ха-Зманим», рукопись утеряна, время написания неизвестно.
- Комментарий к «Сефер йецира», 1130—1140. Издана в 1885 году.

## Влияние
В области галахи Йеуда бен Барзилай оказал несомненное влияние на своего ученика Авраамa бен Исаакa из Нарбонны, чей галахический кодекс «Ха-Эшколь» согласно ряду мнений можно рассматривать как сокращенную версию труда бен Барзилая «Сефер ха-Иттим». В области философии можно проследить влияние бен Барзилая на представителей германского хассидизма, в том числе на р. Элеазара из Вормса, который в своём комментарии на «Сефер йецира» переписал целые пассажи из комментария бен Барзилая, не упоминая, правда имени последнего.